# Tortricodes
Tortricodes là một chi bướm đêm thuộc phân họ Tortricinae của họ Tortricidae.

## Các loài
- Tortricodes alternella ([Denis & Schiffermuller], 1775)
- Tortricodes selma Kocak, 1991
- Tortricodes violellus Razowski, 1956